# Referendum in Nepal del 1980
Il referendum in Nepal del 1980 si svolse il 2 maggio 1980 per decidere quale sistema di governo adottare nel Paese. Agli elettori è stata offerta la scelta tra un sistema panchayat apartitico o un sistema multipartitico. Il sistema panchayat venne votato dal 54,8%, mentre il sistema multipartitico ha ricevuto solo il 45,2% dei voti totali. L'affluenza alle urne fu del 66,9%.
Primo e finora unico referendum del Nepal, venne considerato un passo verso la democrazia. Tuttavia, i leader che sostengono la democrazia e gli storici hanno affermato che il referendum è stato truccato.

## Contesto
Sullo sfondo delle proteste studentesche di massa contro il suo governo nella primavera del 1979, re Birendra (che era succeduto al trono nel 1972) annunciò pubblicamente il 23 maggio 1979 l'indizione di un referendum a suffragio universale con voto segreto, in cui il popolo nepalese avrebbe potuto scegliere tra l'introduzione di un sistema multipartitico o il mantenimento del regime panchayat apartitico con alcune riforme democratiche.
Il 21 gennaio 1980, il re Birendra pubblicò le Regole del referendum, affermando che dopo il referendum "Sua Maestà adotterà nella Costituzione del Nepal le disposizioni che riterrà necessarie".

## Metodo di voto
I cittadini nepalesi di età pari o superiore a 21 anni potevano votare. Gli elettori avrebbero contrassegnato la loro scelta usando uno dei due colori sulla scheda elettorale: blu per il sistema multipartitico e giallo per il sistema panchayat apartitico. All'epoca si ipotizzava che la scelta dei colori non fosse stata casuale, poiché il colore giallo era associato a qualità religiose sante. Non ci sono prove empiriche, tuttavia, che la scelta dei colori abbia influenzato l'esito del voto.

## Risultati
| Scelta                          | voti      | %    |
| ------------------------------- | --------- | ---- |
| Panchayat                       | 2.433.452 | 54.8 |
| Multipartitismo                 | 2.007.965 | 45.2 |
| Schede bianche/nulle            | 372.069   | –    |
| Totale                          | 4.813.486 | 100  |
| Fonte: Nohlen et al., Rishikesh |           |      |

### Per regione
| Scelta               | Colline   | Colline | Tarai interno | Tarai interno | Montagne | Montagne | Pianure   | Pianure |
| Scelta               | voti      | %       | voti          | %             | voti     | %        | voti      | %       |
| -------------------- | --------- | ------- | ------------- | ------------- | -------- | -------- | --------- | ------- |
| Panchayat            | 1.126.169 | 57.2    | 87.895        | 34,0          | 228.617  | 71.1     | 848.754   | 44.6    |
| Multipartitismo      | 844.124   | 42,8    | 139.021       | 66,0          | 86.658   | 28,9     | 938,162   | 55.4    |
| Schede bianche/nulle | 158.581   | –       | 20.645        | –             | 25.061   | –        | 69.041    | –       |
| Totale               | 2.127.615 | 100     | 278.780       | 100           | 340,338  | 100      | 2.066.753 | 100     |
| Fonte: Rishikesh     |           |         |               |               |          |          |           |         |

L'opzione del sistema panchayat senza partiti ha ottenuto la maggioranza in 54 dei 75 distretti del Nepal . La più alta percentuale di pro- panchayat voti è stato registrato nel Dolpo (96,4%), il più basso in Bhaktapur (34,4%). I punteggi più alti per l'opzione del sistema multipartitico sono stati registrati a Bhaktapur (65,6%), Udaipur (65,1%), Siraha (64%) e Bardiya (62,1%). In generale, l'opzione del sistema multipartitico ha funzionato meglio nelle aree con livelli di alfabetizzazione più elevati.
La comunità indù era divisa più o meno equamente tra le due opzioni. Si ritiene che la comunità musulmana abbia votato prevalentemente a favore del sistema panchayat. Gruppi etnici come Tamang, Sherpa, Magar, Gurung e Kirati hanno sostenuto in modo schiacciante l'opzione panchayat, mentre i Tharu furono prevalentemente a favore del sistema multipartitico.

## Conseguenze
Il re Birendra realizzò le riforme promesse, inclusa la selezione del primo ministro da parte del Rastriya Panchayat.